# Думитрештиј де Сус (Вранча)
Думитрештиј де Сус (рум. Dumitreștii de Sus) насеље је у Румунији у округу Вранча у општини Думитрешти. Oпштина се налази на надморској висини од 379 m.

## Становништво
Према подацима из 2002. године у насељу је живело 289 становника, од којих су сви румунске националности.